# Andrej Mironov (ishockeyspelare)
Andrej Andrejevitj Mironov, ryska: Андре́й Андре́евич Миро́нов, född 29 juli 1994, är en rysk professionell ishockeyback som spelar för Colorado Avalanche i National Hockey League (NHL). Han har tidigare spelat för HK Dynamo Moskva i Kontinental Hockey League (KHL) och på lägre nivå för HK MVD i Molodjozjnaja Chokkejnaja Liga (MHL).
Mironov draftades i fjärde rundan i 2015 års draft av Colorado Avalanche som 101:a spelare totalt. Han har vunnit en Gagarin Cup med Dynamo Moskva för säsongen 2012–2013.

## Statistik
| 2011–2012  | HK MVD               | MHL        | 59  | 1  | 8  | 9  | 87 | 2  | 0 | 0 | 0  | 0  |
| 2012–2013  | HK Dynamo Moskva     | KHL        | 40  | 0  | 5  | 5  | 26 | 18 | 1 | 2 | 3  | 8  |
|            | HK MVD               | MHL        | 6   | 0  | 1  | 1  | 0  | 1  | 0 | 0 | 0  | 4  |
| 2013–2014  | HK Dynamo Moskva     | KHL        | 46  | 3  | 7  | 10 | 16 | 7  | 0 | 1 | 1  | 6  |
|            | HK MVD               | MHL        | 3   | 0  | 1  | 1  | 2  | —  | — | — | —  | —  |
| 2014–2015  | HK Dynamo Moskva     | KHL        | 52  | 5  | 3  | 8  | 20 | 11 | 0 | 1 | 1  | 6  |
|            | HK Dynamo Balasjicha | VHL        | 1   | 0  | 0  | 0  | 2  | —  | — | — | —  | —  |
| 2015–2016  | HK Dynamo Moskva     | KHL        | 40  | 3  | 10 | 13 | 21 | 9  | 1 | 1 | 2  | 6  |
| 2016–2017  | HK Dynamo Moskva     | KHL        | 18  | 1  | 3  | 4  | 10 | 9  | 0 | 3 | 3  | 4  |
| 2017–2018  | Colorado Avalanche   | NHL        | 1   | 0  | 0  | 0  | 2  | —  | — | — | —  | —  |
| NHL totalt | NHL totalt           | NHL totalt | 1   | 0  | 0  | 0  | 2  | —  | — | — | —  | —  |
| KHL totalt | KHL totalt           | KHL totalt | 196 | 12 | 28 | 40 | 93 | 54 | 2 | 8 | 10 | 30 |
| MHL totalt | MHL totalt           | MHL totalt | 68  | 1  | 10 | 11 | 89 | 3  | 0 | 0 | 0  | 4  |

### Internationellt
| Källa: Uppdaterad: 2017-10-06 | Källa: Uppdaterad: 2017-10-06 | Källa: Uppdaterad: 2017-10-06 |         | Utv = Utvisningsminuter | Utv = Utvisningsminuter | Utv = Utvisningsminuter | Utv = Utvisningsminuter | Utv = Utvisningsminuter |
| År                            | Lag                           | Mästerskap                    | Matcher | Mål                     | Assists                 | Poäng                   | Utv                     |                         |
| ----------------------------- | ----------------------------- | ----------------------------- | ------- | ----------------------- | ----------------------- | ----------------------- | ----------------------- | ----------------------- |
| 2012                          | Ryssland                      | U18-VM                        | 6       | 1                       | 0                       | 1                       | 0                       |                         |
| 2013                          | Ryssland                      | JVM                           | 7       | 1                       | 1                       | 2                       | 2                       |                         |
| 2014                          | Ryssland                      | JVM                           | 7       | 1                       | 3                       | 4                       | 4                       |                         |
| 2015                          | Ryssland                      | VM                            | 8       | 0                       | 1                       | 1                       | 2                       |                         |
| 2017                          | Ryssland                      | VM                            | 6       | 1                       | 0                       | 1                       | 4                       |                         |
| Junior totalt                 | Junior totalt                 | Junior totalt                 | 20      | 3                       | 4                       | 7                       | 6                       |                         |
| Senior totalt                 | Senior totalt                 | Senior totalt                 | 14      | 1                       | 1                       | 2                       | 6                       |                         |